# 农桑衣食撮要
农桑衣食撮要（又名农桑撮要、养民月宜）是元代由畏兀儿人鲁明善撰写的以月令为体裁的农学书籍。是元代三大农书之一。《永乐大典》和《四库全书》均收录有此书。

## 编撰和版本
元世祖忽必烈统一中原汉地后，开始重视农耕生产。先后设立劝农司、司农司等机构，并开始了修建水利、推广锄社等措施和政策。于是总结和推广农业生产的经验也随着农业生产的发展被重视起来，元政府开始鼓励农学书籍的编纂和出版。《王祯农书》、《农桑辑要》等各种题材的农学书籍在此时期先后问世。延祐元年（公元1314年），畏兀儿人鲁明善被任命为中顺大夫，前往安丰路（今安徽省寿县）任达鲁花赤。鲁明善在安丰任职的一年多里，注重当地民生，实施了如修学校、劝耕稼、修农书等措施。其中，《农桑衣食撮要》便是在鲁明善在安丰路任职时所撰写并刊刻的。鲁明善为撰写此书，深入民间，向老农询问农业生产的经验，考究种植收获的时节，收集四季所需之物。
在元代《农桑衣食撮要》至少有两种版本，分别是延祐原刊本和至顺刊本。不过也存在仅有至顺刊本的说法，延祐年间仅是收集资料撰写书籍的时间，鲁明善需要时间才能考究修订，直到至顺年间方才刊刻。而反对的声音认为书中说明在延祐年间，书稿已经被雕刻于书版，无须等待十余年再出版。除此之外，《农桑衣食撮要》取材于官修的《农桑辑要》，加上《农桑衣食撮要》内容并不算大，仅1万余字，在安丰一年多的时间并非不可能完成。另外，元代版本还有三次刊刻的说法，即在安丰路刊刻一次，当延祐二年（公元1315年）鲁明善从安丰前往太平路（今安徽省当涂县、繁昌县、芜湖县）任职时再次刊刻，第三次为鲁明善在至顺元年（公元1330年），在桂阳路任职时刊刻的至顺刻本。
国家图书馆藏有明代刻本《农桑衣食撮要》两册。另外，明刻本中有取名《养民月宜》而内容与《农桑衣食撮要》相同的书籍，此本未撰著人，此书的刊刻时间与何人刊刻也无从知晓，此本现藏于北京图书馆。《墨海金壶》《珠丛别录》《半亩园丛书》《四库全书》等清代书籍收录有《农桑衣食撮要》。另外，黄虞稷所著的《千顷堂书目》将此书命名为《农桑机要》，可能是“撮”与“機”字形相似而产生的误记。钱大昕所著《补元史艺文志》把此书命名为《农案机要》，亦为此讹误。清代以后，商务印书馆在民国二十五年（1936年）曾出版《丛书集成本》，内收录有加入标点符号的《墨海金壶》版《农桑衣食撮要》。1962年，王毓瑚校对了《农桑衣食撮要》，并由农业出版社出版。

## 内容
《农桑衣食撮要》的内容与司农司《农桑辑要》内容有相同之处，不过全书仅1.1万余字，分上下两卷，共计载208条农事。《农桑衣食撮要》以月令撰写，即每个月分别列举农家应进行的作业及相关技术。其内容包含农业、林业、畜牧业、渔业等产业。涉及到气象、物候、农田、水利、作物、蔬菜、瓜果的栽培、竹木栽培、栽桑养蚕、禽畜饲养、养蜂采蜜、储藏加工，甚至包括清理沟渠、修缮房舍、祭祀、禁忌、瑞祥等方面。其中所涉及到的作物包括水稻、小麦、大麦、黍、谷、粟、大豆、小豆、黑豆、绿豆、荞麦等。除此之外，《农桑衣食撮要》也能看到当时的饮食习俗，例如正月“合小豆酱”、四月“做笋干”、五月“造酥油”、六月“做麦醋”、“做米醋”、七月“做葫芦、茄、匏干”、九月“腌芥菜”、十月“腌萝卜”、十二月“制腊肉”。
虽然《农桑衣食撮要》与《农桑辑要》内容上有相同之处，不过鲁明善也添加了许多新经验和新技术，如播种小麦的时期和数量。书中所记载种植的农作物种类，也比之前的农书增加了超过50种。《农桑衣食撮要》中也总结了西北民族的农业生产经验，例如种植葡萄所使用的扦插法、造酪、造酥油等方法。有别于其他农书偏重黄河中下游的农业生产的特点，因为《农桑衣食撮要》成书于南方，对菱、藕、茭白、竹笋、鳜鱼等特产亦有介绍。尤其是水稻的种植，《农桑辑要》仅抄录《氾胜之书》和《齐民要术》，而《农桑衣食撮要》则记录犁田、浸种、插秧、壅土等当时已成熟的插秧技术，标志着传统插秧技术的定型。

## 特点
《农桑衣食撮要》因考虑到使用者的文化水平，故不引经据典，反而是收录农民在生产中常见的谚语，如“移树无时，莫教树知，多留宿土，记取南枝。”同时撰写时并无雕饰辞句，内容通俗易懂，简明切实。与为经营农、工、商业的士家庭服务的《四民月令》、《四时纂要》相比，《农桑衣食撮要》是为农民自给自足的一本农书。《农桑衣食撮要》在农学史上有较高地位，自出版后在元代开始多次被翻刻。明代的《永乐大典》、清代的《四库全书》均收录有此书。虽然在《农桑衣食撮要》之前有《田家历》《四时纂要》《保民月录》等月令农书，但大多未完整流传。《农桑衣食撮要》是完整保存至今的古代农书中，最早以月令为体裁的农书。《农桑衣食撮要》同《王祯农书》和《农桑辑要》一起组成了元代三大农书。20世纪以后，有学者对该书中的经济思想、灾害防护措施、书中使用的词汇和语法等方面进行过研究。